# Talen van de Europese Unie

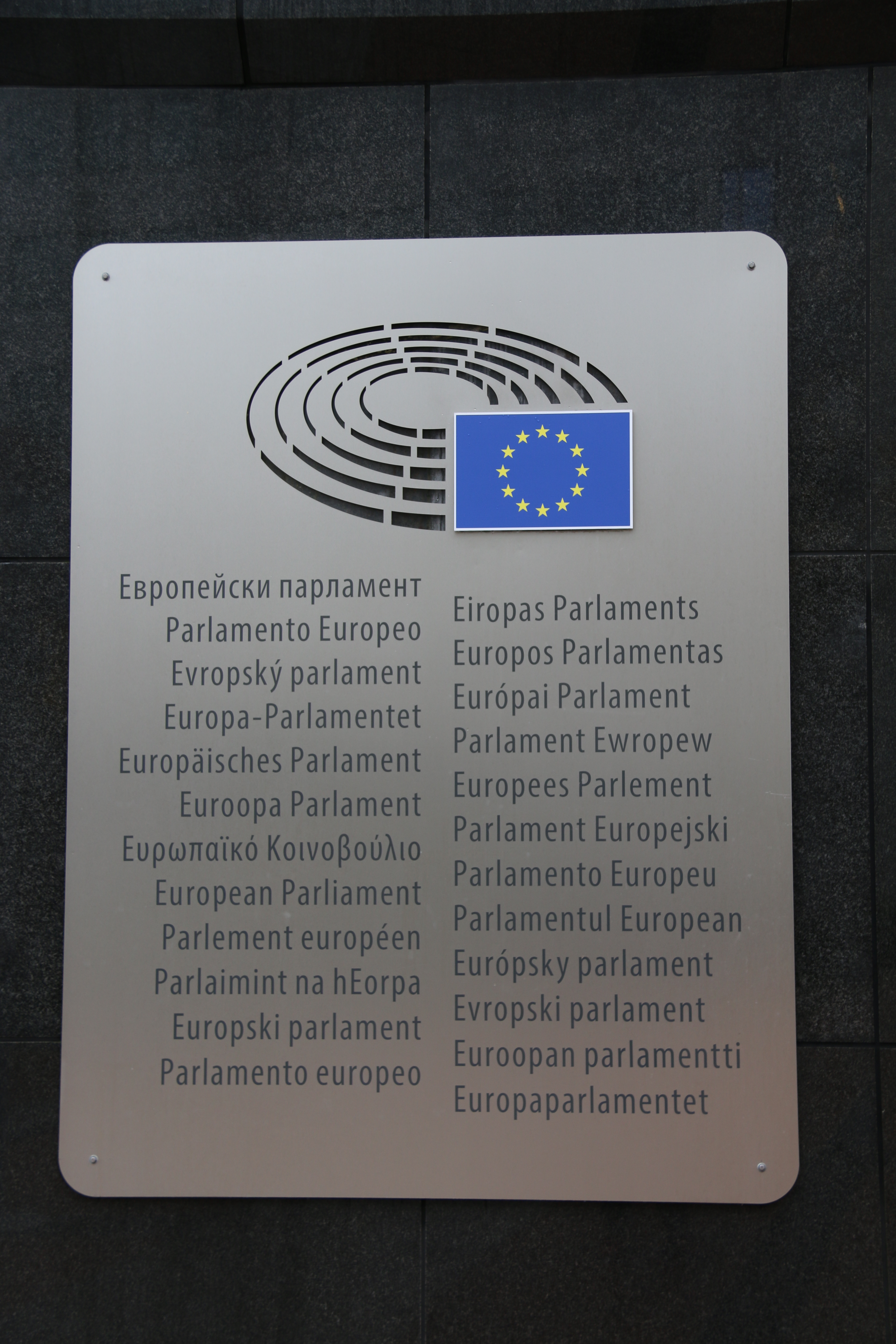
Aanduiding van het Europees Parlement in de officiële talen van de EU

De talen van de Europese Unie zijn de talen die gebruikt worden door inwoners van de lidstaten van de Unie.
Enkele talen hiervan zijn officiële talen van de Europese Unie. EU-beleid is er op gericht meertaligheid onder de Europese bevolking te bevorderen, in het bijzonder het spreken van een tweede taal naast de moedertaal. De reden hiervan is niet alleen het gemakkelijker met elkaar kunnen communiceren tussen Europeanen, maar ook het kweken van respect voor de diversiteit in de Unie.
Luxemburgs en Turks (die een officiële status hebben in respectievelijk Luxemburg en Cyprus) zijn de enige twee nationale talen in de EU die geen officiële talen van de EU zijn. Luxemburg noch Cyprus heeft de resolutie van 13 juni 2005 aangewend om te profiteren van het gebruik in officiële EU-instellingen. Op 26 februari 2016 werd bekendgemaakt dat Cyprus heeft gevraagd om van Turks een officiële EU-taal te maken, in een "gebaar" dat kan helpen bij de hereniging en bij het verbeteren van de betrekkingen tussen de EU en Turkije.
Om de meertaligheid te garanderen, hebben de instellingen van de Europese Unie verschillende vertaaldiensten (schriftelijk, door vertalers) en 3 tolkdiensten (mondeling, door tolken).

## Officiële talen van de EU-instellingen

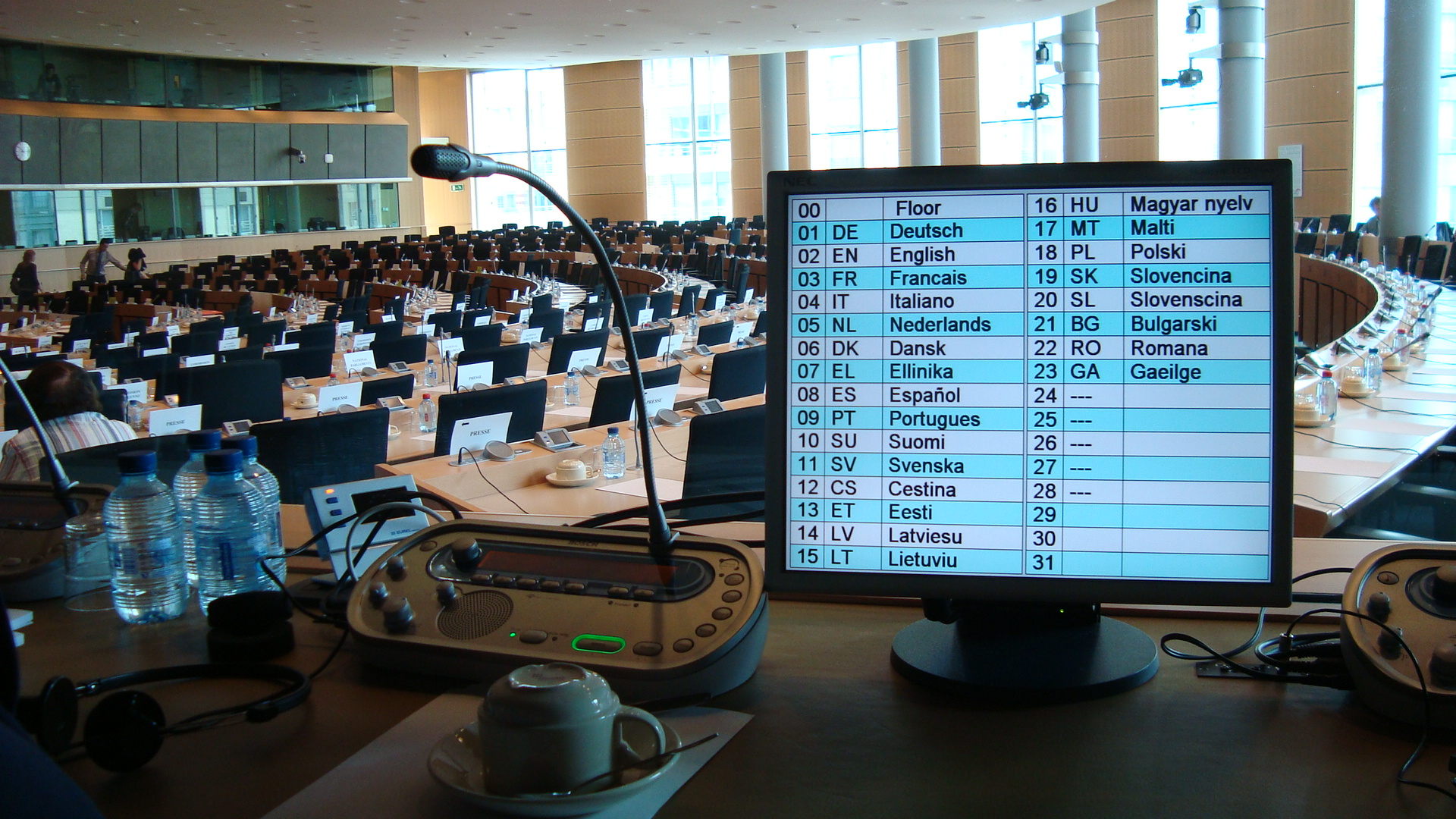
Tolkcabine in de Europese Unie

De 24 officiële talen van de instellingen van de Europese Unie zijn:
| - Bulgaars - Deens - Duits - Engels | - Estisch - Fins - Frans - Grieks | - Hongaars - Iers - Italiaans - Kroatisch | - Lets - Litouws - Maltees - Nederlands | - Pools - Portugees - Roemeens - Sloveens | - Slowaaks - Spaans - Tsjechisch - Zweeds |

Het Kroatisch is als laatste aan dit lijstje toegevoegd, met de toetreding van Kroatië per 1 juli 2013. Met het Bulgaars kwam er in 2007 een derde alfabet bij, het cyrillische, naast het Latijnse en het Griekse alfabet.
Alle besluiten van de instellingen worden vertaald in alle officiële talen. Europese burgers hebben daarnaast het recht zich te wenden tot de Europese instellingen in elk van de officiële talen, en hebben het recht in dezelfde taal antwoord te krijgen. Dat betekent vaak dat de autoriteiten voor een tolk moeten zorgen. In de Europese Raad en het Europees Parlement mag in elke officiële taal gesproken worden. Het gesprokene wordt onmiddellijk getolkt in de andere officiële talen van de Unie. Uitspraken van het Hof van Justitie worden in alle officiële talen vertaald. Om die meertaligheid te garanderen werkt de EU dus met vertalers en tolken. De Raad van Ministers neemt besluit over welke talen de officiële talen zijn door middel van een Europese verordening. 

### Maltees

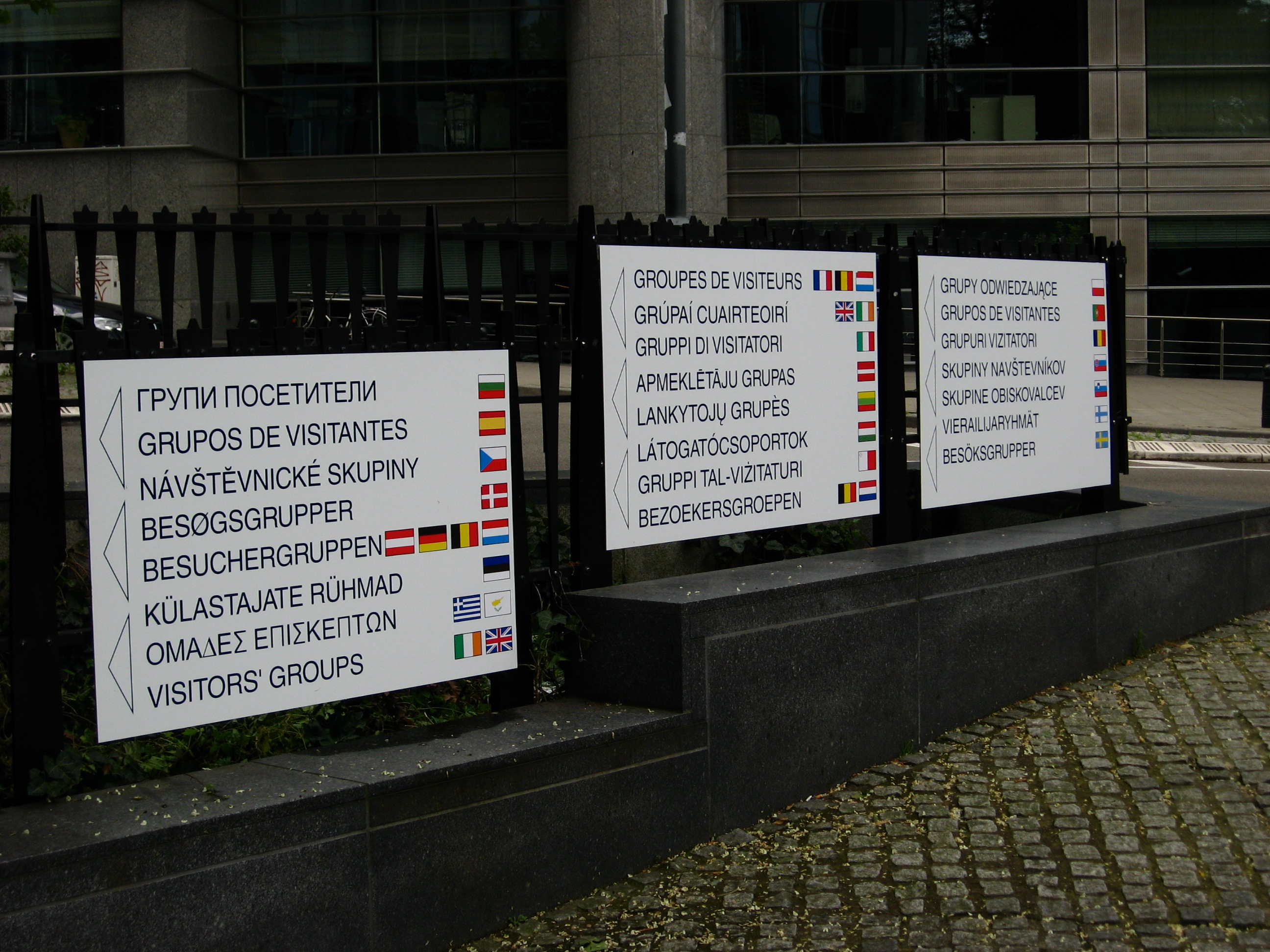
Bord aan het Europees parlement in alle officiële talen van de EU

Het Maltees werd met de toetreding op 1 mei 2004 van Malta tot de Europese Unie een officiële taal van de instellingen van de Unie. Problemen bij de werving van Maltese vertalers deden de Raad echter besluiten dat de instellingen gedurende een overgangsperiode van drie jaar niet verplicht zouden zijn om alle rechtsbesluiten in het Maltees te redigeren of vertalen, met uitzondering van verordeningen die door de Raad en het Europees Parlement samen worden vastgesteld. Van de mogelijkheid om deze zogenaamde Maltese derogatie met een jaar te verlengen werd geen gebruik gemaakt. Sinds 30 april 2007 is het Maltees daarom een volwaardige officiële taal van de Europese Unie.
Alle Maltezen spreken Engels op moedertaalniveau.

### Iers
Toen Ierland in 1973 lid werd van (toen nog) de Europese Economische Gemeenschap werd aan het Iers (Gaeilge) de status van verdragstaal toegekend. Het kreeg pas op 1 januari 2007 de status van officiële taal van de Unie, nadat de Ierse regering daartoe in 2004 een verzoek had ingediend. Om praktische redenen werd echter een overgangsperiode van vijf jaar vastgesteld gedurende welke de instellingen niet verplicht zouden zijn hun rechtsbesluiten in het Iers te redigeren of vertalen, vergelijkbaar met de Maltese derogatie. Deze derogatie is in 2010 verlengd tot 31 december 2016, en in 2015 nog eens tot 31 december 2021. Bij die laatste gelegenheid heeft de Raad besloten het toepassingsgebied van de derogatie geleidelijk te beperken, met de bedoeling dat het Iers in 2022 een volwaardige officiële EU-taal is. Zo moeten vanaf 1 januari 2017 de door de Raad en het Europees Parlement gezamenlijk vastgestelde richtlijnen tevens in het Iers geredigeerd worden.
Het Iers is als verdragstaal wel al sinds 1973 een officiële taal van het Hof van Justitie van de Europese Unie, maar van de mogelijkheid om in het Iers te procederen wordt in de praktijk geen gebruik gemaakt. Ierse rechters stellen hun prejudiciële vragen in het Engels.
Alle Ieren spreken Engels op moedertaalniveau, de meeste spreken zelfs beter Engels dan Iers.

### Voorstellen voor nieuwe officiële talen

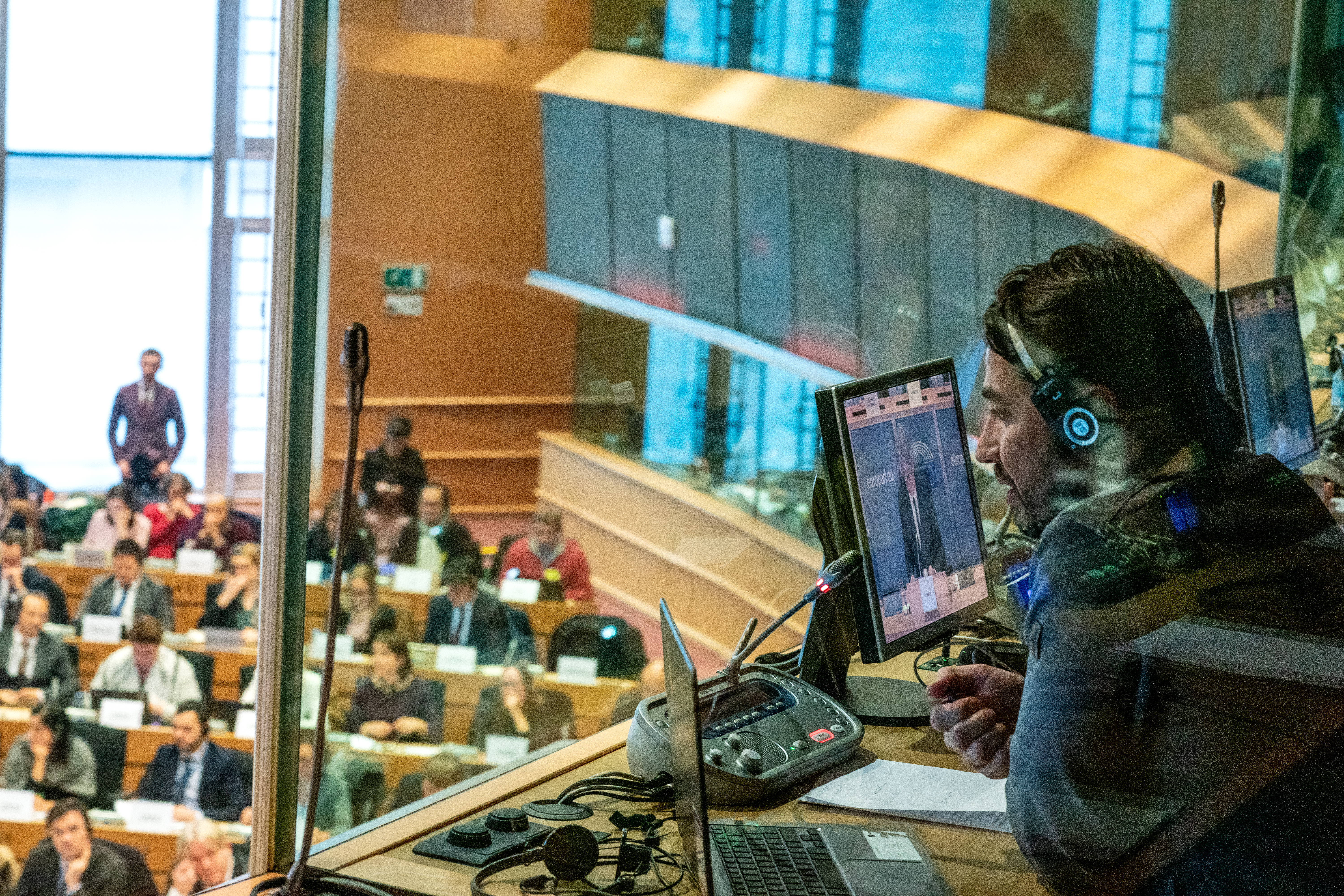
Conferentietolk in de EU

#### Esperanto
De kunstmatige internationale taal Esperanto werd (onder meer door het Poolse parlementslid Małgorzata Handzlik) voorgedragen als tweede taal in Europa. Op 1 april 2004 werd hierover gestemd, maar er was geen meerderheid voor: van de 626 parlementsleden waren er 346 om allerlei redenen niet aanwezig, en van de 280 stemmers was een minderheid van 43% vóór.

#### Catalaans, Galicisch en Baskisch
Hoewel het Catalaans door enkele miljoenen mensen wordt gesproken, heeft het niet de status van officiële Unietaal. Dit is een onderwerp van discussie. De Spaanse regering heeft in 2004 formeel een voorstel ingediend om ook van het Catalaans, samen met het Baskisch, een officiële Unietaal te maken.
Dit zal een nog hogere druk betekenen op de vertalers, terwijl de sprekers van deze talen ook Spaans (Castiliaans) op moedertaalniveau kunnen spreken. Het ligt voor de hand dat deze talen dezelfde uitzonderingspositie krijgen als Maltees en Iers. In 2023 bracht de Spaanse regering het voorstel op tafel om van Catalaans, Baskisch en Galicisch officiële Unietalen te maken. 

#### Turks
Indien in april 2004 het voorstel van VN-chef Kofi Annan voor eenmaking van Cyprus en lidmaatschap van het verenigde Cyprus als lid van de EU niet was afgewezen door de Griekssprekende bevolking van de Republiek Cyprus, was ook het Turks een officiële Unietaal geworden.

## Minderheidstalen
Naast de 24 officiële verdragstalen worden er ook veel regionale minderheidstalen gesproken. De meeste daarvan genieten bescherming onder het Europees Handvest voor regionale talen of talen van minderheden, dat door de meeste EU-lidstaten ondertekend is. Deze minderheidstalen kunnen onderverdeeld worden in drie categorieën:

### Regionale talen die zich kunnen uitstrekken over verschillende lidstaten
- Albanees (Griekenland als Arvanitika, Italië als Arbëresh)
- Aragonees (Spanje)
- Armeens (Bulgarije, Cyprus, Hongarije, Polen)
- Aroemeens (Bulgarije, Griekenland als Balkanromaans, Roemenië)
- Asturisch (Spanje)
- Baskisch (Frankrijk, Spanje)
- Berber (Spanje)
- Bosnisch (Duitsland, Kroatië, Oostenrijk, Slovenië)
- Bretons (Frankrijk)
- Catalaans (Frankrijk, Italië, Spanje)
- Chinees (Frankrijk, Italië, Roemenië, Spanje)
- Corsicaans (Frankrijk)
- Elzassisch (Frankrijk)
- Francoprovençaals (Italië)
- Fries (Duitsland, Nederland)
- Friulisch (Italië)
- Galicisch (Spanje)
- Karaims (Litouwen, Polen)
- Kasjoebisch (Polen)
- Ladinisch (Italië)

- Letgaals (Letland)
- Lijfs (Letland)
- Limburgs (België, Duitsland, Nederland)
- Luxemburgs (Luxemburg)
- Macedonisch (Bulgarije, Griekenland)
- Mirandees (Portugal)
- Occitaans (Frankrijk, Italië, Spanje)
- Oekraïens (Estland, Hongarije, Letland, Litouwen, Polen, Roemenië, Slowakije, Tsjechië)
- Russisch (Bulgarije, Cyprus, Duitsland, Estland, Finland, Frankrijk, Griekenland, Hongarije, Letland, Litouwen, Polen, Roemenië, Slowakije, Tsjechië)
- Roetheens (Hongarije, Polen, Slowakije, Tsjechië)
- Samisch (Finland, Zweden)
- Samogitisch (Litouwen)
- Sardijns (Italië)
- Servisch (Duitsland, Hongarije, Kroatië, Oostenrijk, Roemenië, Slovenië)
- Sorbisch (Duitsland)
- Tataars (Estland, Litouwen, Polen)
- Turks (Bulgarije, Cyprus, Griekenland, Roemenië)
- Wit-Russisch (Estland, Letland, Litouwen, Polen)

### Minderheidstalen die in een minderheid van een lidstaat gesproken worden, maar die toch officiële talen van de EU zijn
- Bulgaars (Griekenland als Pomaken, Hongarije, Roemenië, Slowakije, Tsjechië)
- Deens (Duitsland)
- Duits (België, Denemarken, Estland, Frankrijk, Hongarije, Italië, Letland, Litouwen, Polen, Roemenië, Slowakije, Tsjechië)
- Fins (Estland, Zweden)
- Frans (Italië)
- Grieks (Bulgarije, Frankrijk, Hongarije, Italië als Griko, Tsjechië)
- Hongaars (Kroatië, Oostenrijk, Roemenië, Slowakije, Slovenië, Tsjechië)
- Iers (Ierland)
- Italiaans (Kroatië, Slovenië, Frankrijk als Corsicaans)
- Kroatisch (Hongarije, Italië, Oostenrijk, Slowakije, Slovenië, Tsjechië)
- Lets (Estland)

- Litouws (Estland, Letland, Polen)
- Maltees (Italië)
- Nederlands (Frankrijk als West-Vlaams)
- Pools (Estland, Hongarije, Letland, Litouwen, Slowakije, Tsjechië)
- Portugees (Spanje)
- Roemeens (Bulgarije, Hongarije)
- Slowaaks (Hongarije, Oostenrijk, Polen, Roemenië, Tsjechië)
- Sloveens (Hongarije, Italië, Kroatië, Oostenrijk)
- Tsjechisch (Oostenrijk, Polen, Slowakije)
- Zweeds (Estland, Finland als Finland-Zweeds)

### Talen die niet geassocieerd kunnen worden met een bepaalde regio
Voorbeelden zijn het Jiddisch en het Romani.

## Talenkennis
54% van de Europese bevolking is in staat om een gesprek te voeren in een tweede taal. 25% zegt dat men twee vreemde talen genoeg beheerst om er een gesprek in te kunnen voeren. Toch stelt 46% van de ondervraagden naast de moedertaal geen andere taal te beheersen. Volgens een studie van Eurostat Europeanen en hun talen die in 2012 in de toen 27 tellende lidstaten van de EU werd gehouden, worden de volgende talen het meest gesproken in de EU. Het Duits is, met 16% van de Europese bevolking, de meest gesproken moedertaal in de EU. Het Engels is met 51% de bekendste taal.
| Taal       | Moedertaal in (gedeelte van)                 | Als moedertaal gesproken | Als vreemde taal gesproken | Totaal aantal sprekers in de EU |
| ---------- | -------------------------------------------- | ------------------------ | -------------------------- | ------------------------------- |
| Engels     | Verenigd Koninkrijk Ierland Malta            | 13%                      | 38%                        | 51%                             |
| Duits      | Duitsland Oostenrijk Luxemburg België Italië | 16%                      | 11%                        | 27%                             |
| Frans      | Frankrijk België Luxemburg Italië            | 12%                      | 12%                        | 24%                             |
| Italiaans  | Italië Malta                                 | 13%                      | 3%                         | 16%                             |
| Spaans     | Spanje                                       | 8%                       | 7%                         | 15%                             |
| Pools      | Polen                                        | 8%                       | 1%                         | 9%                              |
| Russisch   | Estland Letland Litouwen                     | 1%                       | 5%                         | 6%                              |
| Nederlands | Nederland België                             | 4%                       | 1%                         | 5%                              |
| Zweeds     | Zweden Finland                               | 2%                       | 1%                         | 3%                              |
| Tsjechisch | Tsjechië                                     | 2%                       | 1%                         | 3%                              |
| Portugees  | Portugal                                     | 2%                       | 1%                         | 3%                              |
| Hongaars   | Hongarije                                    | 3%                       | 0%                         | 3%                              |
| Grieks     | Griekenland Cyprus                           | 2%                       | 0%                         | 2%                              |
| Slowaaks   | Slowakije                                    | 1%                       | 1%                         | 2%                              |
| Catalaans  | Spanje Frankrijk Italië                      | 1%                       | 1%                         | 2%                              |

|  |  |  |
|  |  |  |